# Салнавская волость
Салнавская волость (латыш. Salnavas pagasts) — — одна из двадцати пяти территориальных единиц Лудзенского края Латвии. Находится в северо-западной части края. Граничит с городом Карсава, Малнавской и Межвидской волостями своего края, Наутренской волостью Резекненского края, Кришьянской, Балтинавской и Тилжской волостями Балвского края, а также с Гавровской волостью Пыталовского района Псковской области Российской Федерации.
Через Салнавскую волость проходят региональные автодороги P48 Карсава — Тилжа — Дублюкалнс и P45 Виляка — Карсава.
По территории волости протекают реки: Угуляука, Кухава.

## Население
На начало 2015 года население волости составляло 686 постоянных жителей.
Крупнейшими населёнными пунктами волости являются сёла: Салнава (волостной центр), Корецки, Рускулова, Айзелькшни, Бляши, Каупужи, Зацишки, Жейкари, Роги.
Севернее села Плещёво находится Рускуловская католическая церковь. В сёлах Салнава и Рускулова — сохранившиеся усадебные постройки.

## История
В 1945 году в Карсавской волости Лудзинского уезда был создан Салнавский сельский совет. После отмены в 1949 году волостного деления он входил в состав Лудзенского района.
В 1954 году к Салнавскому сельсовету была присоединена территория ликвидированного Опоноского сельского совета. В 1955 году — ликвидированного Рускуловского сельсовета. В 1977 году — части территорий Малнавского, Карсавского и Балтинавского сельских советов.
В 1990 году Салнавский сельсовет был реорганизован в волость. В 2009 году, по окончании латвийской административно-территориальной реформы, Салнавская волость вошла в состав Карсавского края.
В 2021 году в результате новой административно-территориальной реформы Карсавский край был упразднён, Салнавская волость вошла в состав  Лудзенского края.